# Basisvoedsel
Basisvoedsel of voedselgewassen zijn in een bepaalde cultuur de dominante voedingsmiddelen, die de basis vormen van een cultuurbepaald, traditioneel voedingspatroon.
Er worden, in de geschiedenis van de landbouw, op aarde minstens twaalf, en mogelijk meer dan twintig genencentra onderscheiden, waarbij de mens in elk centrum ten minste één gras- en één peulvruchtsoort lijkt te hebben gedomesticeerd. Hierdoor konden de verschillende menselijke samenlevingen overal beschikken over een zetmeel- en een eiwitbron. Zo werden in de Vruchtbare Sikkel tarwe, gerst, erwten en linzen gedomesticeerd, en in Oost-Azië rijst en sojabonen. In elk van de belangrijkste centra is een andere grassoort gedomesticeerd, respectievelijk tarwe, gerst, mais, sorgo en rijst. Deze granen voeden tegenwoordig de meerderheid van de menselijke bevolking; ruim de helft van de benodigde calorieën en proteïne die de mens uit planten haalt, komt van slechts drie gewassen, te weten mais, rijst en tarwe.

## Soorten basisvoedsel
Het soort basisvoedsel varieert per regio, maar het betreft meestal plantaardige, calorierijke zetmeel- of inulinebevattende voedingsmiddelen, die veel energie leveren, en die kunnen worden opgeslagen voor gebruik door het hele jaar. Dit energierijke stapelvoedsel levert de mens niet alle benodigde nutriënten, andere voedingsmiddelen zijn daarnaast nodig om ondervoeding te voorkomen. 
De meeste soorten basisvoedsel zijn granen, als tarwe, maïs en rijst, en verder zetmeelrijke knolgewassen als aardappel, zoete aardappel, cassave en taro. Andere soorten basisvoedsel zijn peulvruchten, echte sagopalm, en vruchten, zoals broodvrucht en bakbanaan. 
Rijst wordt meest gekookt, maar andere granen worden verwerkt tot meel, voor het maken van brood, pasta’s, pap en polenta. Vermalen wortelgroentes worden gebruikt om papachtige gerechten te bereiden, zoals poi en fufu. Peulvruchten (met name kikkererwten en linzen) en zetmeelrijke knolgewassen kunnen ook tot meel worden verwerkt.

## Maaltijden
Basisvoedsel vormt de basis van een maaltijd. Voor de broodmaaltijd is dit brood en voor de hoofdmaaltijd een andere soort goedkoop te produceren zetmeelbron. In Nederland is dit traditioneel gezien de aardappel, maar de laatste decennia zijn er ook andere zetmeelbronnen populair geworden.
Producten die vaak de basis vormen voor warme maaltijden zijn aardappelen, rijst, gekookte tarwe en noedels. Broodsoorten zijn tarwebrood, roggebrood en rijstwafel. Vlees en groente vormen meestal een ander belangrijk deel van een hoofdmaaltijd. Elke cultuur legt daarin haar eigen typische accenten. 
Vegetariërs laten alles waar vlees in zit uit hun basisvoedsel weg.

## Trivia
In Nederland wordt een maaltijd meestal aangeduid met de groentesoort, terwijl dat in de meeste andere eetculturen de vleessoort is.

## Galerij

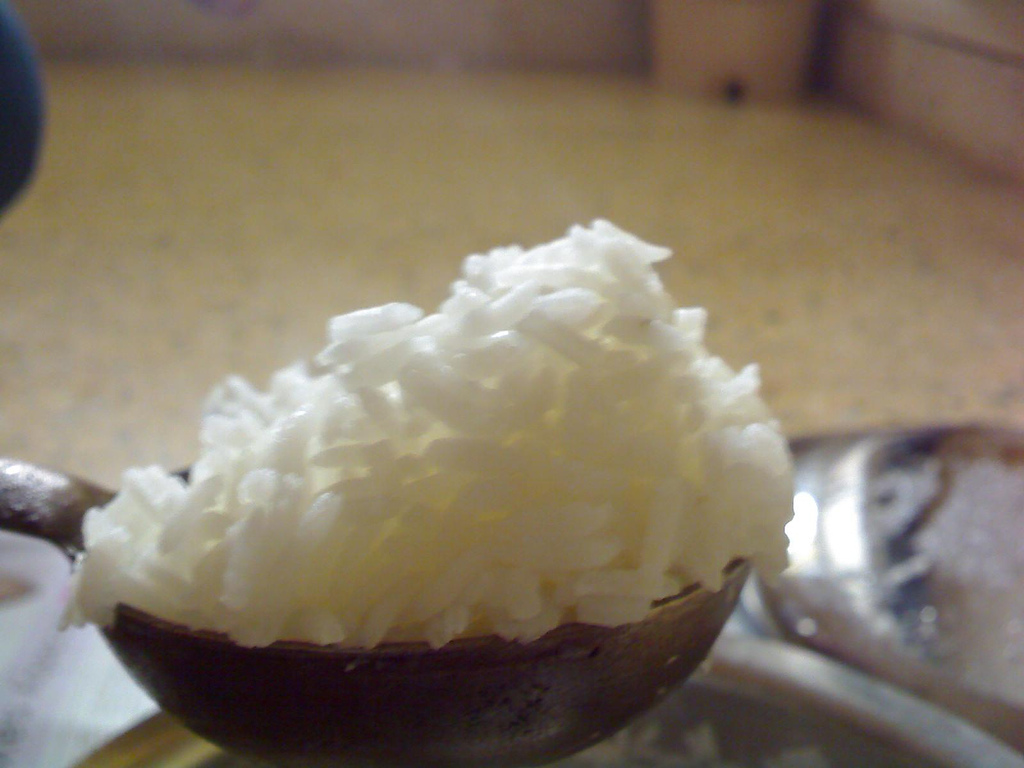
Gekookte witte rijst
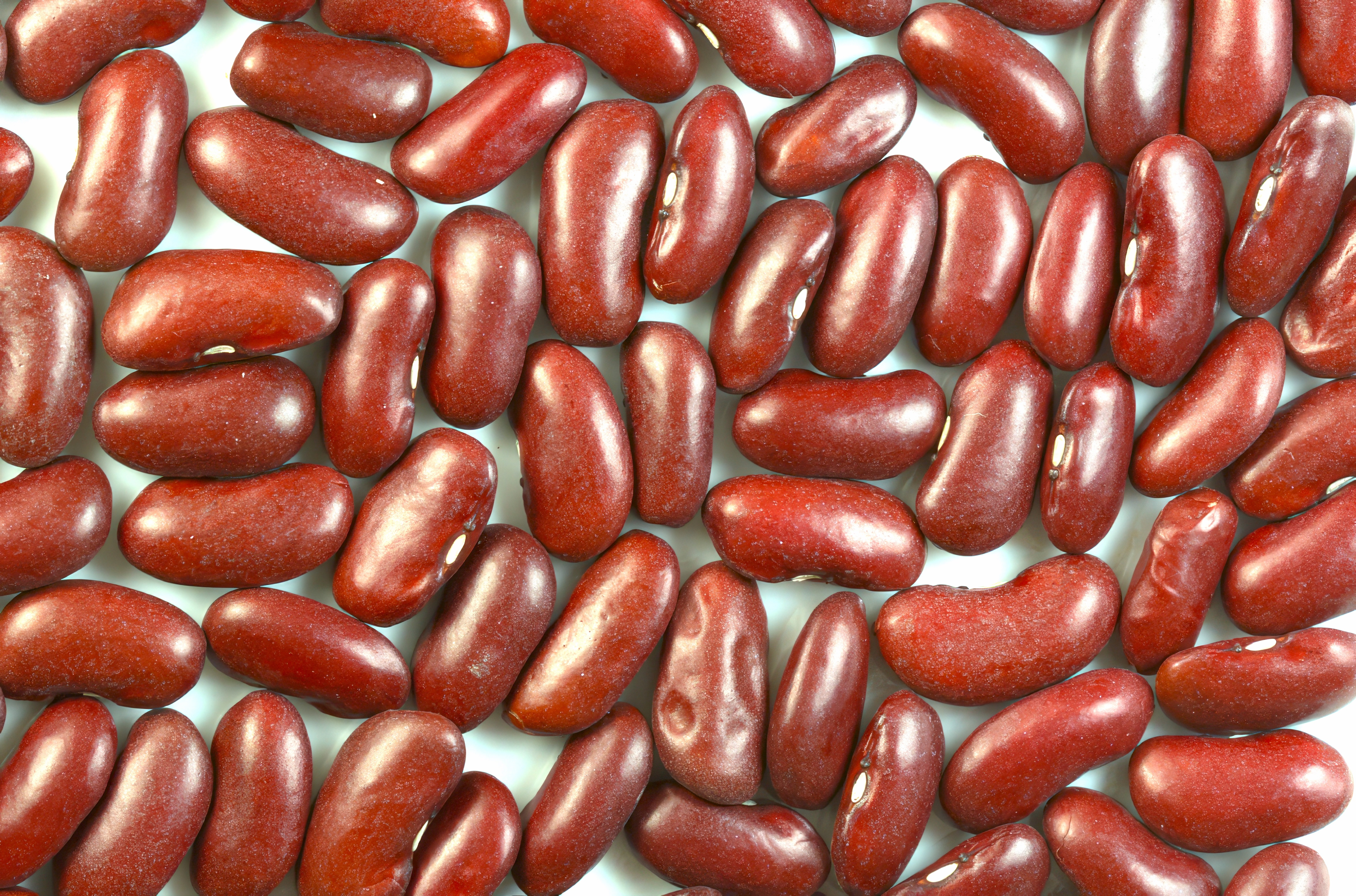
Kidney beans - Gewone boon
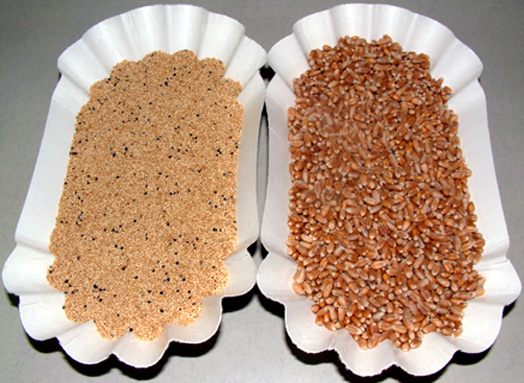
Amaranth (links) en  tarwe
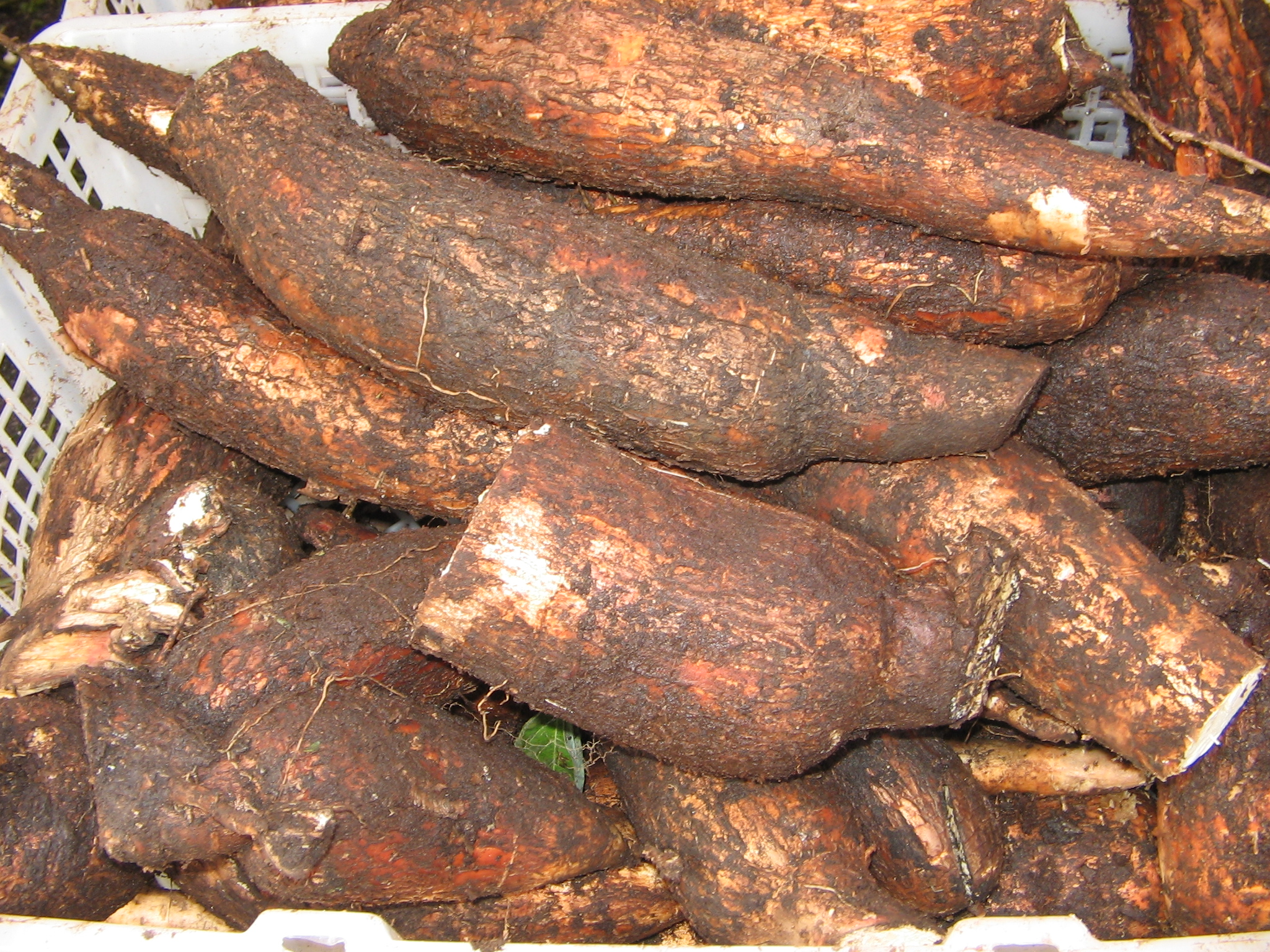
Cassave
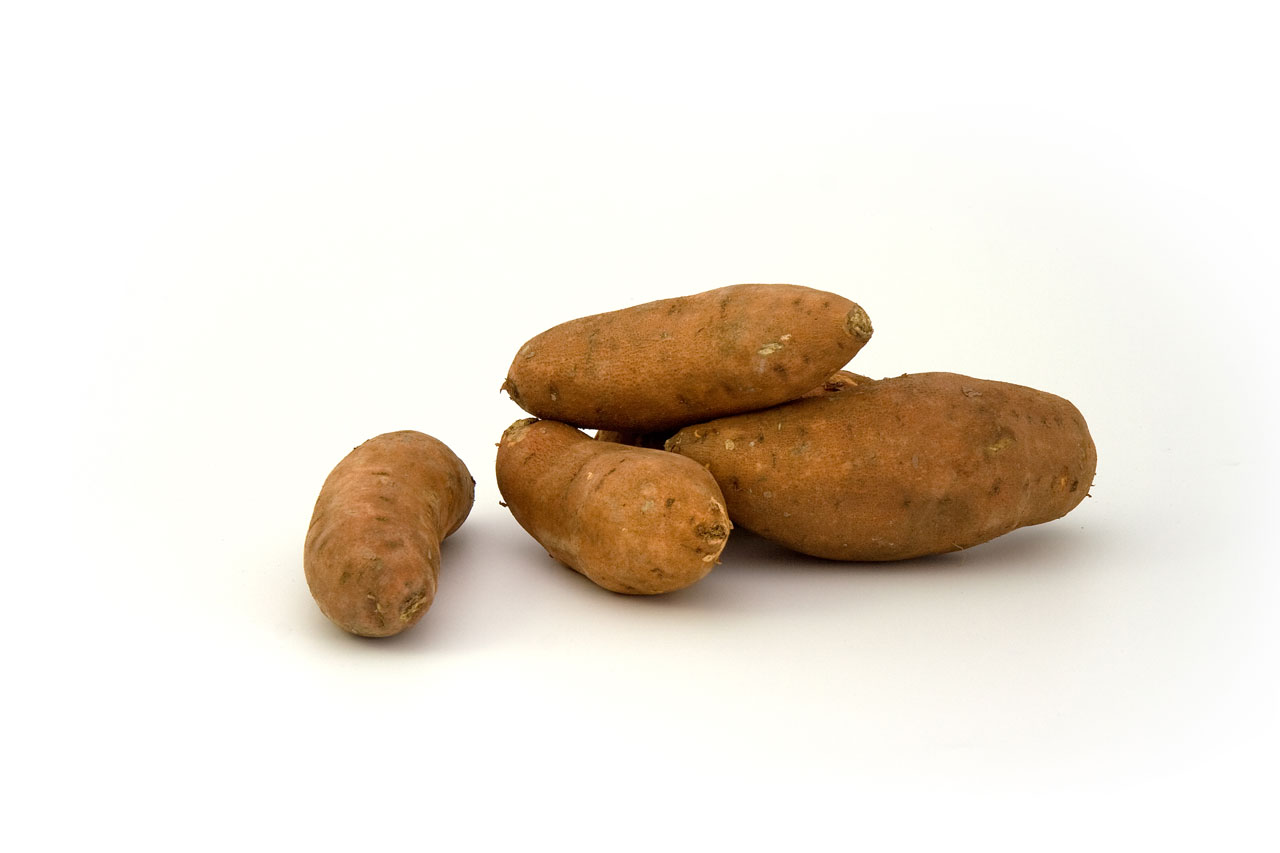
Zoete aardappel
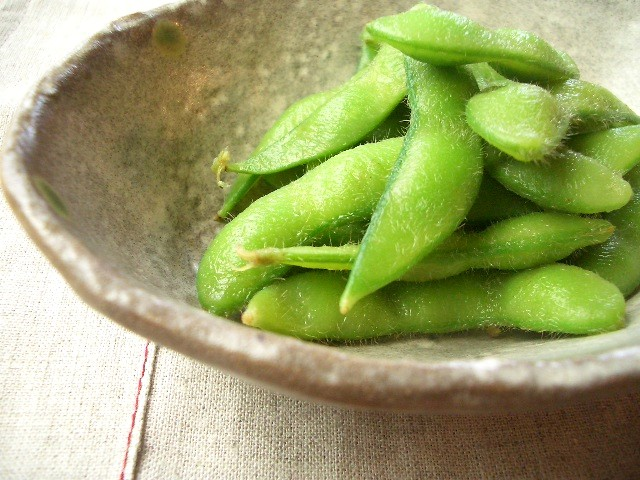
Edamame - groene sojabonen
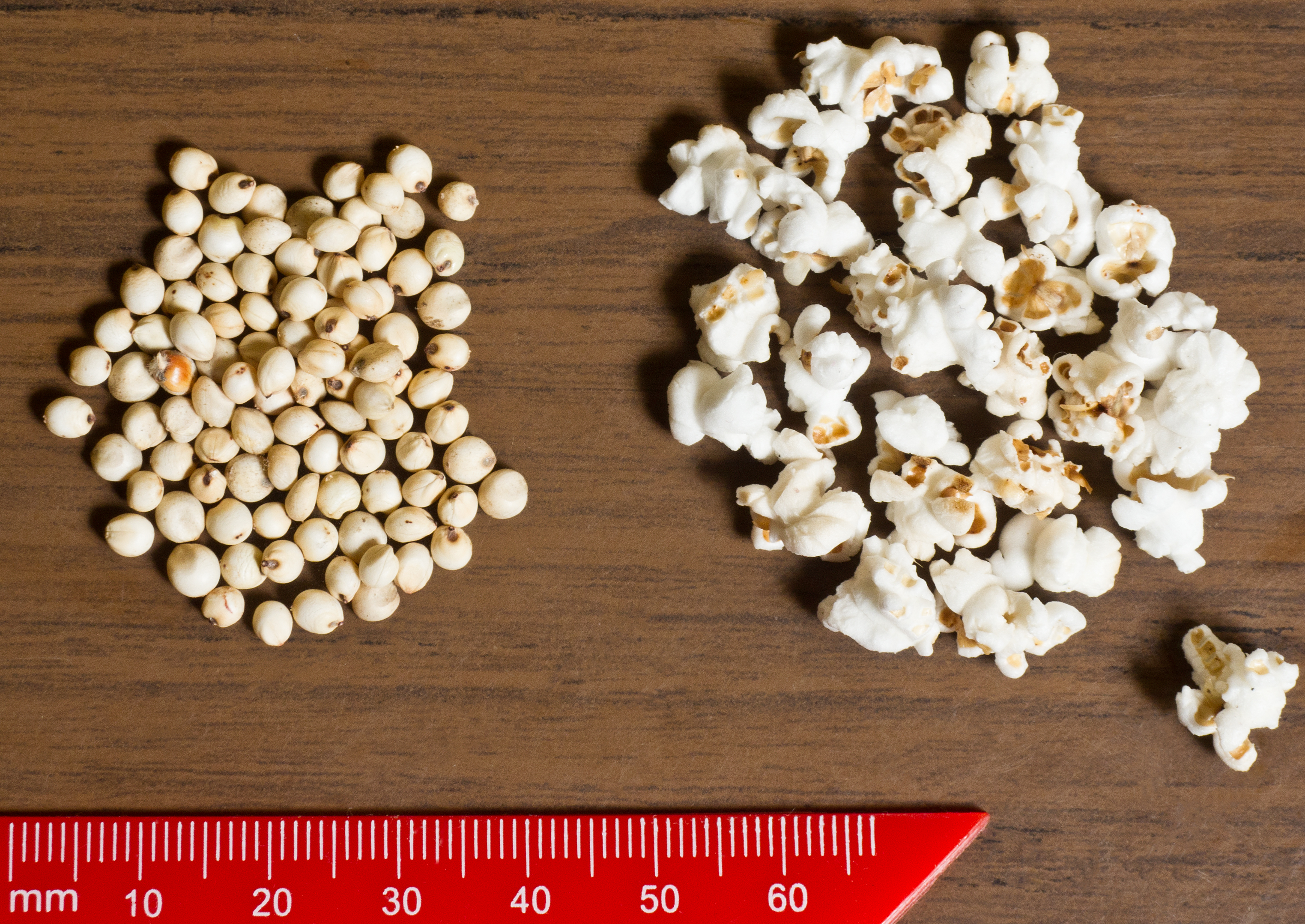
Kafferkorenzaadjes (links) en gepoft kafferkoren
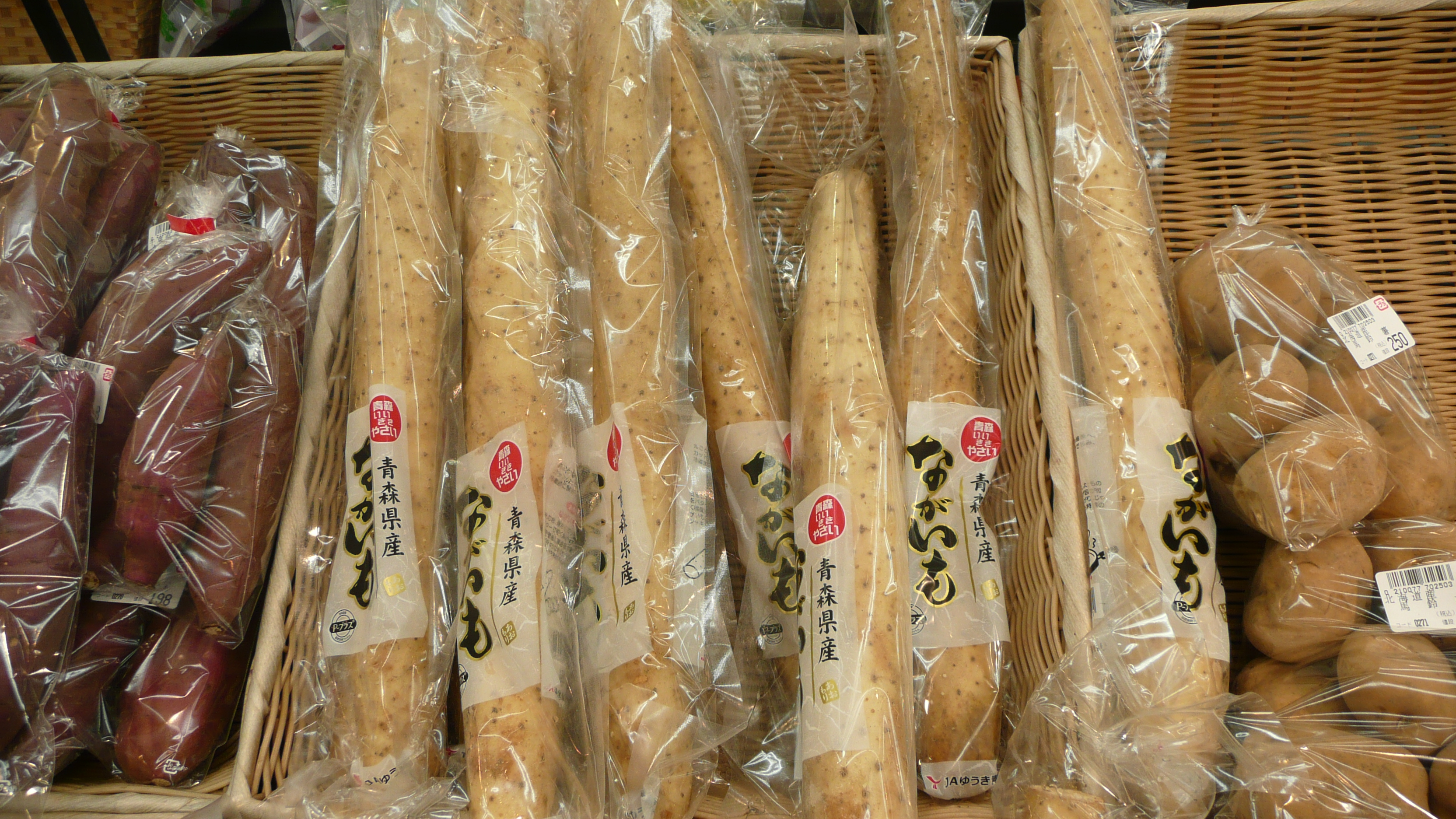
Japanse yam, Dioscorea opposita
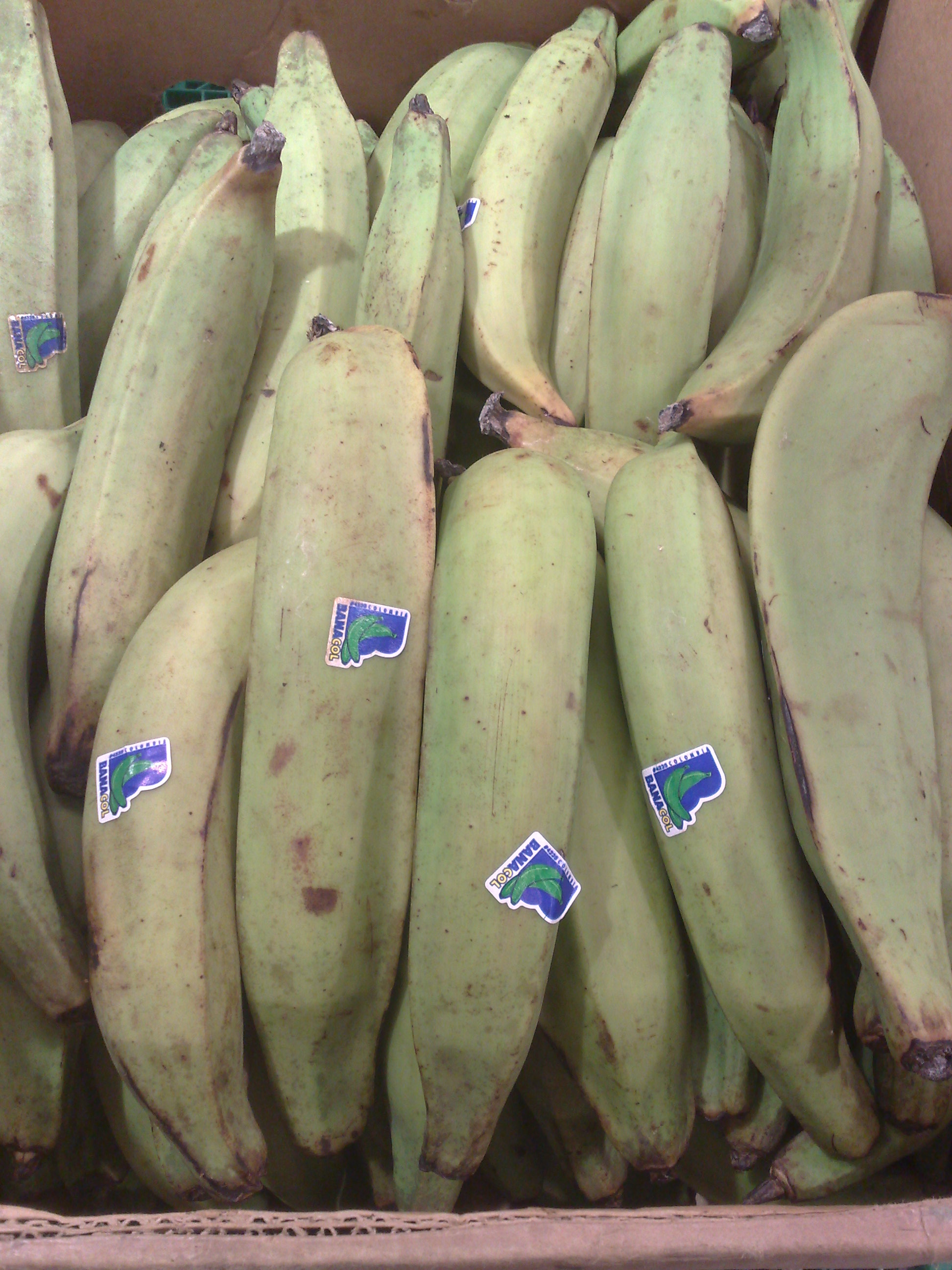
Bakbanaan
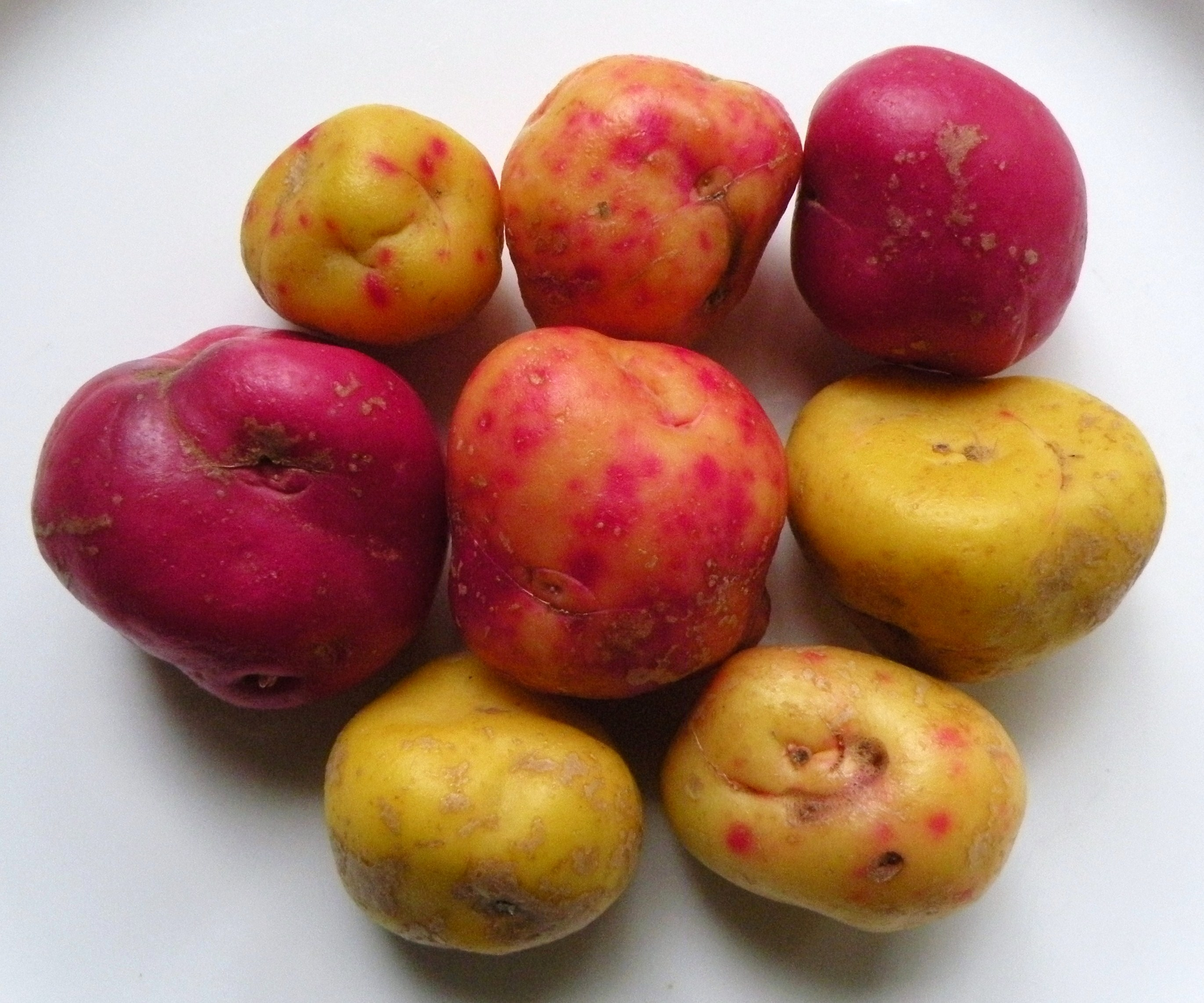
Ullucus tuberosus
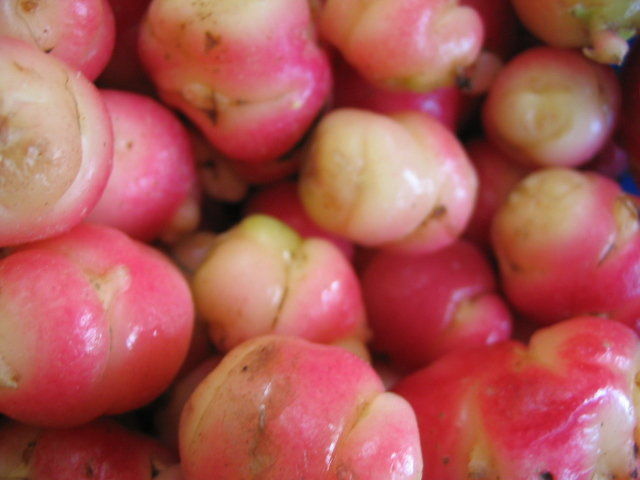
Oca
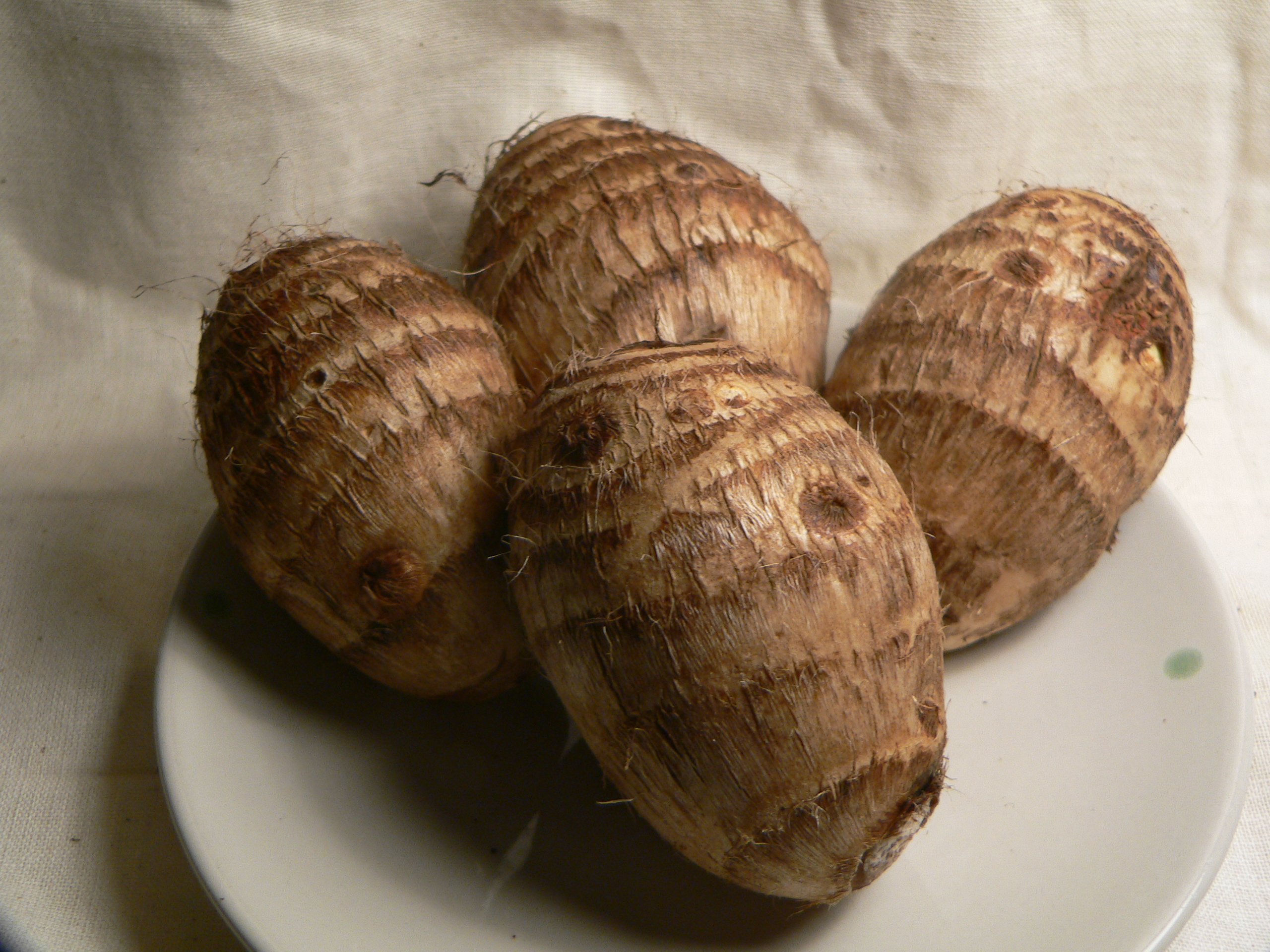
Taro
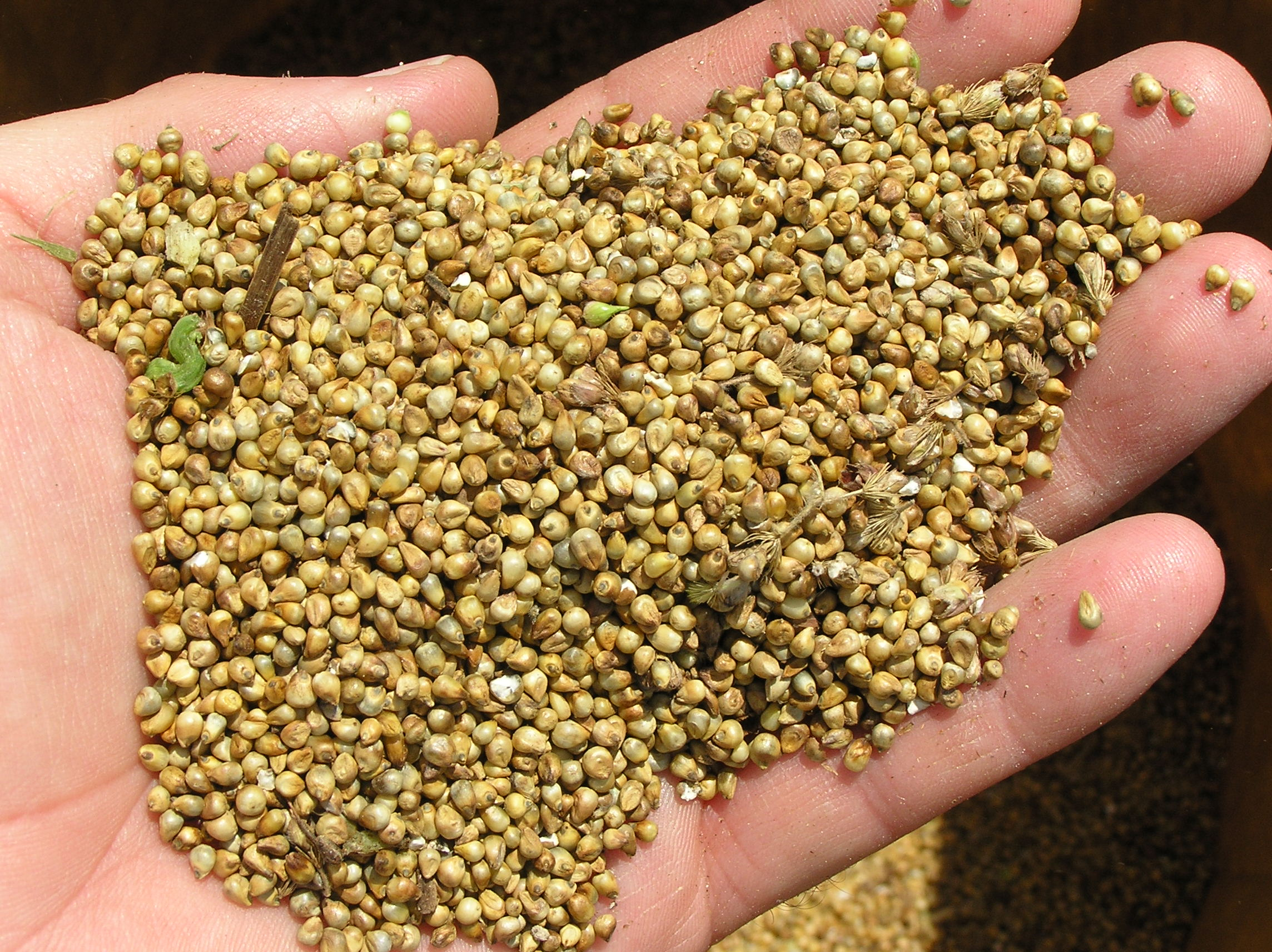
Gierst
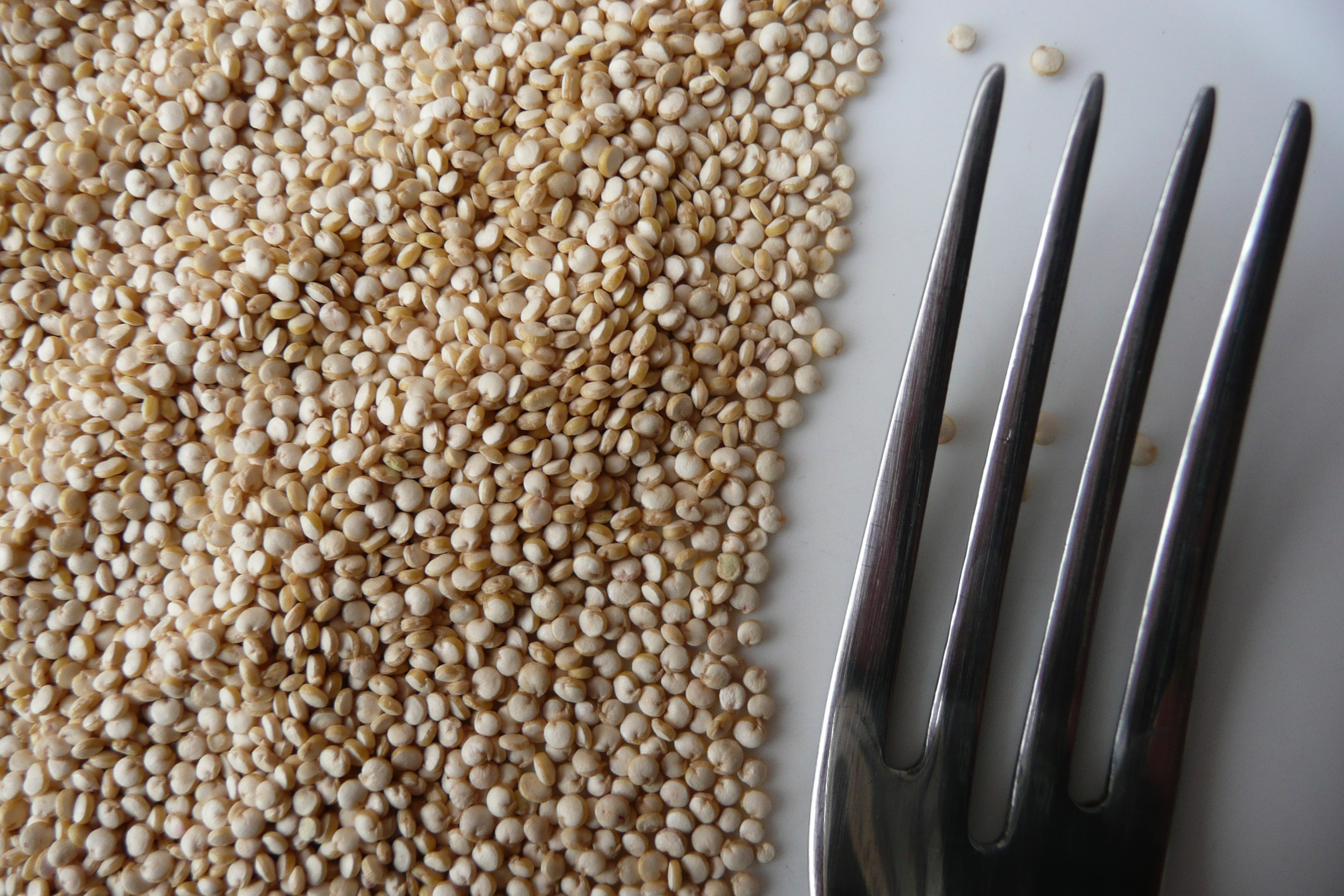
Quinoa